# Trithemis pruinata
Trithemis pruinata är en trollsländeart som beskrevs av Karsch 1899. Trithemis pruinata ingår i släktet Trithemis och familjen segeltrollsländor. IUCN kategoriserar arten globalt som livskraftig. Inga underarter finns listade i Catalogue of Life.